# Санту-Антониу-ди-Падуа (микрорегион)

Санту-Антониу-ди-Падуа на карте.

Санту-Антониу-ди-Падуа (порт. Microrregião de Santo Antônio de Pádua) — микрорегион в Бразилии, входит в штат Рио-де-Жанейро. Составная часть мезорегиона Северо-запад штата Рио-де-Жанейро. Население составляет 	122 374	 человека (на 2010 год). Площадь — 	2245,827	 км². Плотность населения — 	54,49	 чел./км².

## Демография
Согласно сведениям, собранным в ходе переписи 2010 г. Национальным институтом географии и статистики (IBGE), население микрорегиона составляет:						
| Полное население                             | Полное население                             | Полное население                             | Полное население                             | 122 374 |
| -------------------------------------------- | -------------------------------------------- | -------------------------------------------- | -------------------------------------------- | ------- |
| в том числе:                                 | Городское население                          | 96 435                                       | Процент городского населения, %              | 78,80   |
|                                              | Сельское население                           | 25 939                                       | Процент сельского населения, %               | 21,20   |
|                                              | Мужское население                            | 60 107                                       | Процент мужского населения, %                | 49,12   |
|                                              | Женское население                            | 62 267                                       | Процент женского населения, %                | 50,88   |
| Плотность населения, чел/км²                 | Плотность населения, чел/км²                 | Плотность населения, чел/км²                 | Плотность населения, чел/км²                 | 54,49   |
| Население микрорегиона в % к населению штата | Население микрорегиона в % к населению штата | Население микрорегиона в % к населению штата | Население микрорегиона в % к населению штата | 0,77    |

## Статистика
- Валовой внутренний продукт на 2003 год составляет 618 488 712,00 реалов (данные: Бразильский институт географии и статистики).
- Валовой внутренний продукт на душу населения на 2003 год составляет 5089,40 реалов (данные: Бразильский институт географии и статистики).

## Состав микрорегиона
В составе микрорегиона включены следующие муниципалитеты:
1. Аперибе
2. Камбуси
3. Итаокара
4. Мирасема
5. Санту-Антониу-ди-Падуа
6. Сан-Жозе-ди-Уба